# قصعين خشن
قصعين خشن (الاسم العلمي:Salvia scabra) هو نوع من النباتات يتبع جنس القصعين من الفصيلة الشفوية.